# وی‌اچ‌اس
وی‌اچ‌اس با نام کامل سامانه ویدئوی خانگی (به انگلیسی: Video Home System) (که به اختصار به آن VHS نیز می‌گویند)، استانداردی برای کاست‌های ضبط آنالوگ برای مصارف خانگی بر پایه نوار مغناطیسی بود که توسط شرکت جی‌وی‌سی توسعه داده‌شد.
دهه ۱۹۷۰ دورانی بود که ضبط ویدئویی، اصلی‌ترین هم‌بخش‌گر در صنعت تلویزیون شده‌بود. مانند هر نوآوری در زمینه فناوری، تعداد زیادی از شرکت‌های کوچک و بزرگ، شروع به ایجاد و توسعه استانداردی برای ضبط تلویزیونی کردند که بتواند بخش گسترده‌ای از جهان پذیرای آن باشند. در قله این نوآوری‌ها، در صنعت ویدئو خانگی، جنگی برای توسعه استاندارد نوار ویدئویی ایجاد شد. در این زمینه دو فرم وی‌اچ‌اس و بتامکس بیشتر در معرض دید رسانه‌ها و عموم مردم قرار گرفتند که در نهایت در این جنگ قالب ویدئویی وی‌اچ‌اس به پیروزی رسید و تا پایان دوران نوار ویدئویی خانگی در این زمینه فرمانروایی کرد.
با ورود فناوری‌های نو و معرفی و پذیرش جهانی فرم پخش ویدئویی دی‌وی‌دی در سال ۲۰۰۰، پایه‌های فرمانروایی وی‌اچ‌اس در زمینه ویدئو خانگی شروع به فروریزی کرد تا در نهایت در سال ۲۰۰۶ استودیوهای فیلم‌سازی آمریکایی، عرضه فیلم‌های تازه خود را با قالب وی‌اچ‌اس متوقف کردند. در تاریخ ۳۱ دسامبر ۲۰۰۸، بزرگ‌ترین پخش‌کننده وی‌اچ‌اس‌های از پیش ضبط شده آمریکا یعنی شرکت پخش صدا و تصویر، آخرین محموله نوارهای ویدئویی وی‌اچ‌اس را به بندر پالم در ایالت فلوریدا آمریکا ارسال کرد.
VHS یک نوار ویدئویی قدیمی است که برای تبدیل آن به دی وی دی باید از عمل کپچر استفاده شود.

## تاریخ ویدئو و VHS در ایران
تقریباً از سال ۱۹۸۳ تا ۱۹۹۳ در اختیار داشتن و خرید و فروش دستگاه‌های پخش ویدئو و نوارهای VHS یا بتامکس در ایران ممنوع بود. پس از رواج سامانهٔ ماهواره و تأسیس شبکه‌های ماهواره‌ای، حساسیت‌ها از روی ویدئو به عنوان یک رسانهٔ فرهنگی برداشته شد.